# The Voice (пісня)
«The Voice» — провідний сингл американського репера Lil Durk з його шостого студійного альбому The Voice, виданий 4 вересня 2020 р.

## Опис
28 серпня 2020 року Дерк оголосив дату виходу пісні. Продакшн містить такі інструменти, як фортепіано, «гладеньке програмування ударних», електрогітарний риф та орган. Дерк мелодійно розповідає про свої важкі часи в минулому, зокрема про своє колишнє вуличне життя й перебування на карантині. Він також заявляє про свою вправність у реп-індустрії, називаючи себе «чиказьким Jay-Z».

## Нагорода
12 листопада 2021 року японському продюсеру Trill Dynasty присвоєно Премію губернатора префектури Ібаракі 2021 року за внесок до «The Voice». Він став першим японським артистом, що досяг першої сходинки чарту Billboard Top R&B/Hip-Hop Albums.

## Чартові позиції
| Чарт (2020)                             | Найвища позиція |
| --------------------------------------- | --------------- |
| Billboard Global 200                    | 99              |
| США (Billboard Hot 100)                 | 62              |
| США (Hot R&B/Hip-Hop Songs) (Billboard) | 22              |

## Сертифікації
| Регіон                                                      | Сертифікація | Продажі   |
| ----------------------------------------------------------- | ------------ | --------- |
| США (RIAA)                                                  | Платиновий   | 1 000 000 |
| продажі+прослуховування, що базуються лише на сертифікаціях |              |           |